# Viola forrestiana
Viola forrestiana W.Becker – gatunek roślin z rodziny fiołkowatych (Violaceae). Występuje naturalnie w Chinach – w prowincji Syczuan oraz południowo-wschodnim Tybecie. 

## Morfologia
PokrójBylina dorastająca do 5–12 cm wysokości, tworzy kłącza.
LiścieBlaszka liściowa ma owalny lub owalnie trójkątny kształt. Mierzy 3–5,5 cm długości oraz 2–3,5 cm szerokości, jest karbowana na brzegu, ma sercowatą nasadę i ostry wierzchołek. Ogonek liściowy jest nagi i ma 2–7 cm długości. Przylistki są lancetowate i osiągają 15 mm długości.
KwiatyPojedyncze, wyrastające z kątów pędów. Mają działki kielicha o lancetowatym kształcie i dorastające do 5 mm długości. Płatki są odwrotnie jajowate, mają białą barwę oraz 12–14 mm długości, dolny płatek posiada obłą ostrogę o długości 6 mm.
OwoceTorebki o kulistym kształcie.

## Biologia i ekologia
Rośnie w na łąkach, brzegach cieków wodnych i skarpach. Występuje na wysokości od 2200 do 3700 m n.p.m.